# Gavin Schmidt
Gavin A. Schmidt é um climatologista e o diretor do Instituto Goddard para Estudos Espaciais da agência espacial estadunidense NASA desde 2014.
Em 2004, a revista Scientific American concedeu-lhe o prêmio Top 50 Scientist
Em 2021, o presidente dos EUA Joseph Biden criou o novo cargo de "conselheiro climático sênior" e Schmidt foi nomeado ocupante interino do cargo até que um conselheiro permanente fosse selecionado.
Schmidt é co-autor, com o astrofísico Adam Frank, da Hipótese Siluriano.
Schmidt é um dos fundadores de RealClimate, um sítio de comentários climáticos para o qual ele escreve.
Seu número de Erdős é quatro.

## Prêmios
Seus prêmios incluem:
- Comunicador Científico do Ano (2011) da revista de astronomia EarthSky
- Prêmio AGU de Comunicação Climática (2011) da União de Geofísica dos Estados Unidos
- Palestrante da AGU Stephen Schneider (2013) da União de Geofísica dos Estados Unidos
- Medalha de Liderança Extraordinária (2017) do Centro de Voos Espaciais Goddard
- Bolsista AAAS (2017) da Associação Americana para o Avanço da Ciência
- Doutor Honorário em Ciências, Williams College (2017)
- Bolsista AGU (2018) da União de Geofísica dos Estados Unidos
- Doutor Honorário em Ciências, Universidade de Bristol (2018)

## Ligações externa
- The emergent patterns of climate change (TED Talk por Gavin Schmidt)
- https://twitter.com/ClimateOfGavin (A conta de Schmidt em Twitter)